# Паньково (Ординский район)
Паньково — упразднённая деревня в составе Ординского муниципального округа в Пермском крае. Исключена из учётных данных в 2024 году.

## Географическое положение
Деревня расположена в восточной части округа на расстоянии менее 4 километров по прямой на запад от села Медянка.

## Климат
Климат континентальный, с продолжительной холодной и многоснежной зимой и сравнительно коротким, теплым летом. Самым холодным месяцем в году является январь со средней месячной температурой воздуха −17,3 °C, самым теплым — июль со средней месячной температурой +24,8 °C. Образование устойчивого снежного покрова происходит в среднем во второй декаде ноября, продолжительность снежного покрова — 170 дней. Средняя из наибольших декадных высот снежного покрова за зиму составляет 59 см. Нормативная глубина сезонного промерзания грунтов в зависимости от вида грунта составляет от 68 до 76 см. Разрушение устойчивого снежного покрова происходит в конце второй декады апреля. Годовая сумма осадков составляет в среднем 470—500 мм. Продолжительность вегетационного периода составляет 160 дней.

## История
Известна с 1698 года. До мая 2019 года деревня входила в состав Медянского сельского поселения Ординского района, после упразднения которых входит непосредственно в состав Ординского муниципального округа. Фактически представляет собой урочище.

## Население
| 2010 |
| ---- |
| 0    |

Постоянное население составляло 9 человек в 2002 году (100 % русские), 0 в 2010 году.